# Академик (хижа, Родопи)
Академик е хижа в Родопите, в непосредствена близост до село Храбрино и град Пловдив. Известна е и с името Родопски партизани.
Намира се в местност Лещенско и разполага с общо 76 спални места. Разполага с туристическа кухня и столова. До хижата се стига по планински път от село Храбрино, минава се над Първенецка река по извит римски мост, след това по черен и асфалтиран пътен участък малко след него. 
От хижата се открива гледка към Тракийското поле, Сърнена гора и самия град Пловдив.
Наблизо може да се посети партизански паметник и възстановка на партизанска землянка.

## Съседни обекти
- хижа Бряновщица – 1.30 часа
- хижа Върховръх  – 4 часа
- хижа Чурен (неработеща) – 4,30 часа

## Изходни точки
- село Храбрино – 1 час, 4 км по маркирана пътека
- град Перущица – 2.30 часа